# Donncha O'Callaghan
Donnchadh Fintan O'Callaghan (Cork, 24 de marzo de 1979) es un exjugador irlandés de rugby que se desempeñó como segunda línea

## Carrera internacional

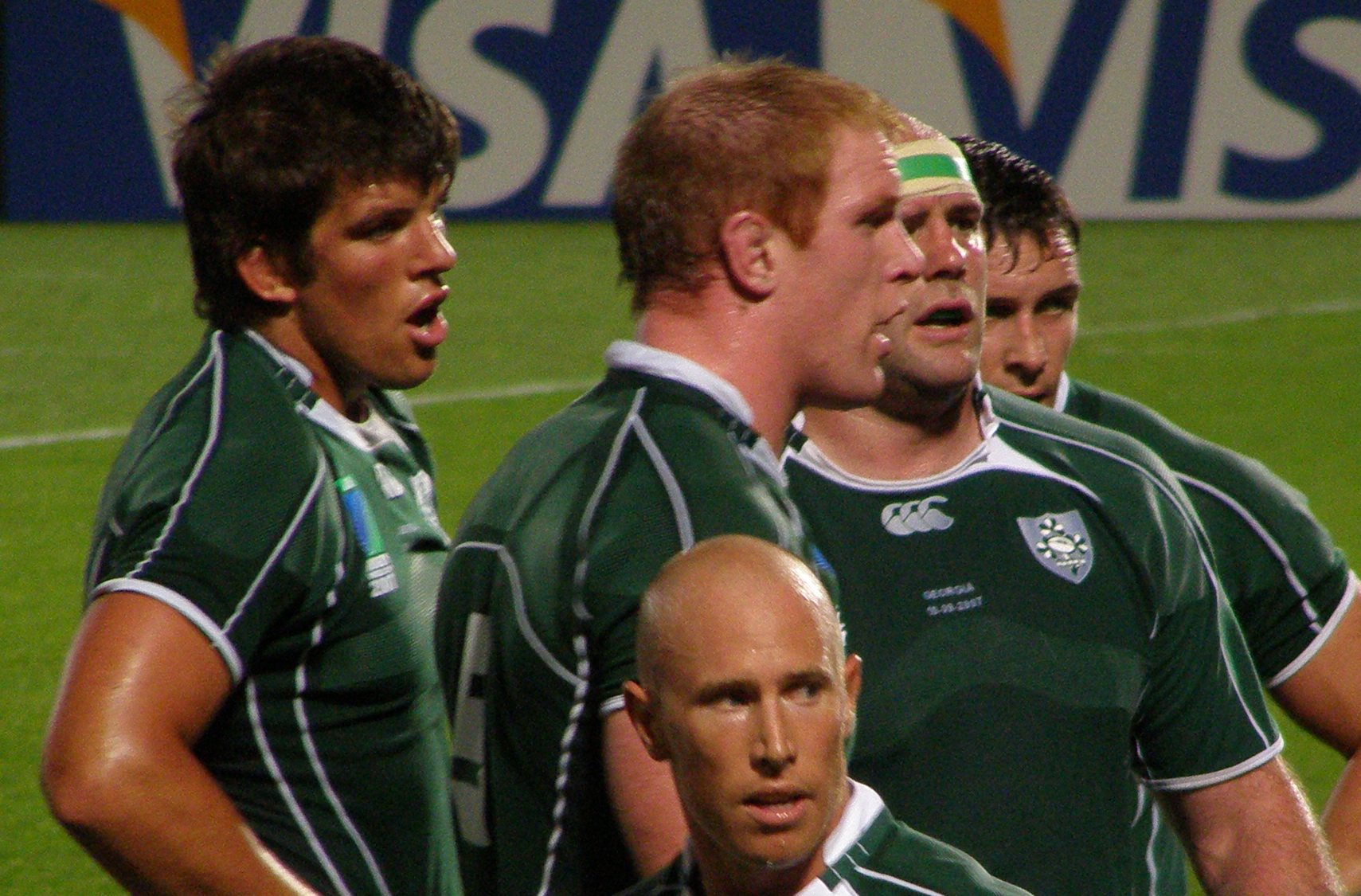
O'Callaghan jugando con la Selección Nacional de Irlanda

Debutó con la selección nacional como un reemplazo contra Gales en el Millennium Stadium en marzo de 2003.
Fue elegido por Sir Clive Woodward tanto para el lado del hemisferio norte en el IRB Rugby Aid Match en Twickenham como para la gira de los British and Irish Lions en 2005 por Nueva Zelanda. También jugó en dos de los tests, después de la lesión de Malcolm O'Kelly, la suspensión de Danny Grewcock, y el decepcionante juego que Ben Kay tuvo en el primer test.
Apareció en los tres tests de noviembre de 2005 para Irlanda cuando Paul O'Connell resultó lesionado.
Hizo su primer ensayo contra Francia en la derrota 43 – 31 en París en el Torneo de las Seis Naciones 2006.
Formó parte del equipo irlandés que ganó el Grand Slam en el Seis Naciones de 2009. El 21 de abril de 2009, se anunció que O'Callaghan sería uno de los British and Irish Lions para la gira de 2009 por Sudáfrica, y capitaneó los Lions contra los Southern Kings el 16 de junio en su partido fijnal de la gira antes del primer Test contra Sudáfrica.
O'Callaghan apareció en todos los tests irlandeses de noviembre de 2009, el Seis Naciones de 2010, los Tests de verano del 2010, los Tests de noviembre de 2010 y el Seis Naciones de 2011. Fue seleccionado en el equipo de entrenamiento de Irlanda para los preparativos de la Copa Mundial de 2011 en agosto, y fue incluido en el equipo de 30 hombres que fueron a Nueva Zelanda, jugando todos los partidos en la fase de grupo y los cuartos de final para Irlanda.
Fue seleccionado entre los 24 de Irlanda para el Torneo de las Seis Naciones 2012.
O'Callaghan apareció en todos los tests de Irlanda en la gira de 2012 por Nueva Zelanda, y en los Tests de otoño de 2012 contra Sudáfrica y Argentina, jugando su partido n.º 90 para Irlanda en el test contra Argentina.
Fue seleccionado en el equipo de entrenamiento para el Torneo de las Seis Naciones 2013 el 17 de enero de 2013, y salió del banquillo contra Gales e Inglaterra. Una lesión de Mike McCarthy significó que O'Callaghan fuese promocionado al primer XV para el partido de Irlanda contra Escocia el 24 de febrero de 2013. La vuelta de McCarthy de su lesión relegó a O'Callaghan a otra aparición en el banquillo en el empate 13-13 con Francia.